# 1842년 미국 하원의원 선거
1842년 미국 하원의원 선거는 1842년 미국에서 치러진 하원의원 선거로, 윌리엄 해리슨 대통령이 집권 몇개월만에 사망하고, 인기가 없던 존 타일러 부통령이 승계하자, 휘그당은 의석의 절반 가량을 잃고 만다.

## 선거 결과
| 정당     | 의석수 |
| -------- | ------ |
| 민주당   | 147석  |
| 휘그당   | 72석   |
| 법질서당 | 2석    |
| 무소속   | 2석    |
| 합계     | 223석  |